# Poarta care duce dincolo
„Poarta care duce dincolo” (în engleză: „The Big Front Yard”) este o nuveletă științifico-fantastică a scriitorului american Clifford D. Simak. A fost publicată prima dată în revista Astounding Science Fiction, numărul din octombrie 1958. A câștigat Premiul Hugo pentru cea mai bună nuveletă în 1959. De asemenea, a fost inclusă în The Science Fiction Hall of Fame, Volume Two (1973), după ce a fost votată de către membrii SFWA ca fiind una dintre cele mai bune povestiri până în anul 1965.

## Rezumat
Povestea este despre transformarea unei case obișnuite într-un portal interplanetar sau poartă stelară de către ființe extraterestre misterioase, care aparent au preluat sarcina de a explora spațiul cosmic în căutarea planetelor locuibile și de a le interconecta, permițând astfel civilizațiilor să schimbe ușor idei între ele. 
Hiram Taine are un atelier de reparații și se ocupă și cu comerțul cu antichități. El află că în casa sa se află creaturi ciudate, care repară și modernizează lucrurile în moduri interesante și transformă părți ale casei sale într-o substanță incapabilă să facă rău. După ce a descoperit o navă spațială îngropată în curte, el descoperă că partea din față a casei sale nu mai este pe Pământ, ci pe o planetă deșert ciudată, care este acum accesibilă doar prin trecerea prin ușa sa din față. O mică explorare a deșertului dezvăluie existența unei alte case similare a cărei ușă duce spre o planetă ploioasă și alte nave spațiale identice cu cea dezgropată în curtea sa șezând în platforme de lansare lângă alte platforme de lansare goale, implicând mai multe alte case similare. Povestea se încheie odată cu sosirea unor extratereștri fie de pe planeta deșert, fie de pe una la care s-a conectat, care sunt dornici să schimbe idei cu noul membru al „rețelei de planete” universale.

## Istoricul publicării
De la publicarea sa originală în Astounding Science Fiction, „Poarta care duce dincolo” nu a mai fost publicată în nicio altă revistă. În particular, nu a fost niciodată publicată în versiunea britanică a revistei Astounding. 
Povestea a fost inclusă în antologii de cel puțin zece ori, inclusiv traduceri în italiană, și germană. Povestea apare și în cel puțin șapte colecții dedicate operei lui Simak, inclusiv traduceri în franceză și germană (pentru aceasta din urmă, povestea a fost intitulată „Das Tor zur anderen Welt” - „Poarta către lumea cealaltă”). 
Mai multe detalii despre istoricul publicării poveștii pot fi găsite la listarea ei în baza de date Internet Speculative Fiction (din secțiunea de Legături externe de mai jos). 

## Analiză critică
În această povestire Simak ironizează încercarea de a transforma primul contact dintre două civilizații într-o simplă afacere particulară.
Ideea eroului Taine este că acest teren este al meu, astfel această lume, de dincolo, nu este decât o prelungire a casei mele... oricare ar fi locul unde se sfârșește, lumea aceea este doar o prelungire a casei mele. Această formulă cuprinde atât tema povestirii cât și ridicolul uriaș al situației. Datorită ultra-microscopului lui Simak, meschinăria are valori siderale.
Simak are ideea că trocul dintre lumi va fi schimbul de idei. Specificul yankeu dă coloratura savuroasa a acestei afaceri. Prin gura bancherului de țară Henry Horton, Simak explică: La noi cuvântul troc are o savoare specială. Când pur și simplu tratezi cu cineva faci schimb de mărfuri. Dar când faci troc cauți să-ți jumulești partenerul.

## Traduceri în limba română
A fost tradusă de Viorel Gh. Ciubăr și a apărut în foileton în CPSF 333-335 din 1968 cu coperți de Pompiliu Dumitrescu.